# Condado de Beaver (Alberta)
El condado de Beaver es un distrito municipal ubicado en la provincia de Alberta, en el oeste de Canadá. Forma parte de la División censal nº 10.

## Demografía
En 2011, el condado de Beaver contaba con 5689 habitantes y 2324 viviendas de las cuales 2109 estaban ocupadas por residentes locales. El condado se ubica en el puesto 640º de población a nivel nacional, y en el puesto 80.º a nivel provincial.

## Turismo
Existen numerosos hoteles, y lugares para realizar acampadas, algunos de los cuales, están ubicados dentro de parques municipales.

## Imágenes

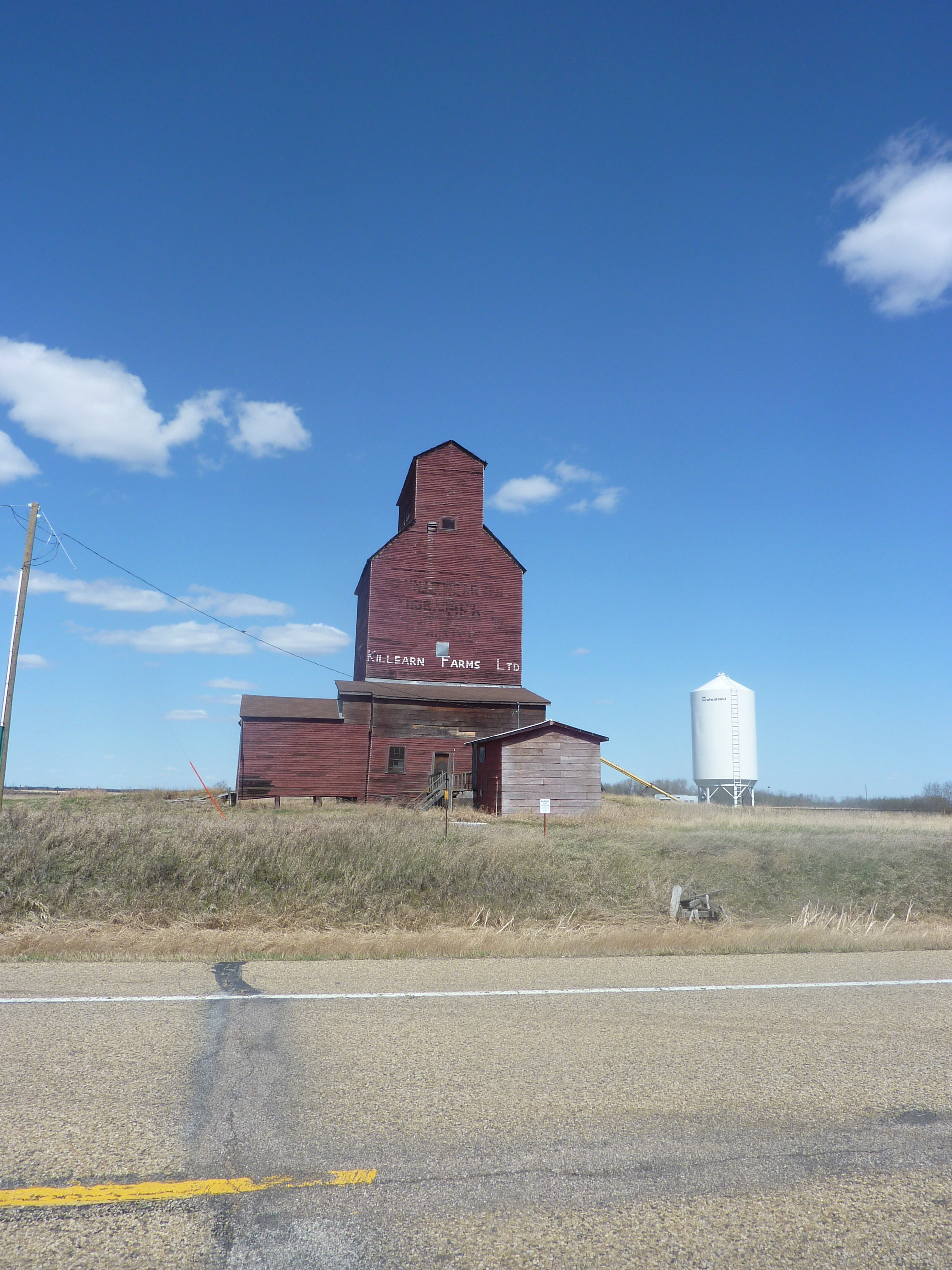
Elevador de granos en Shonts.
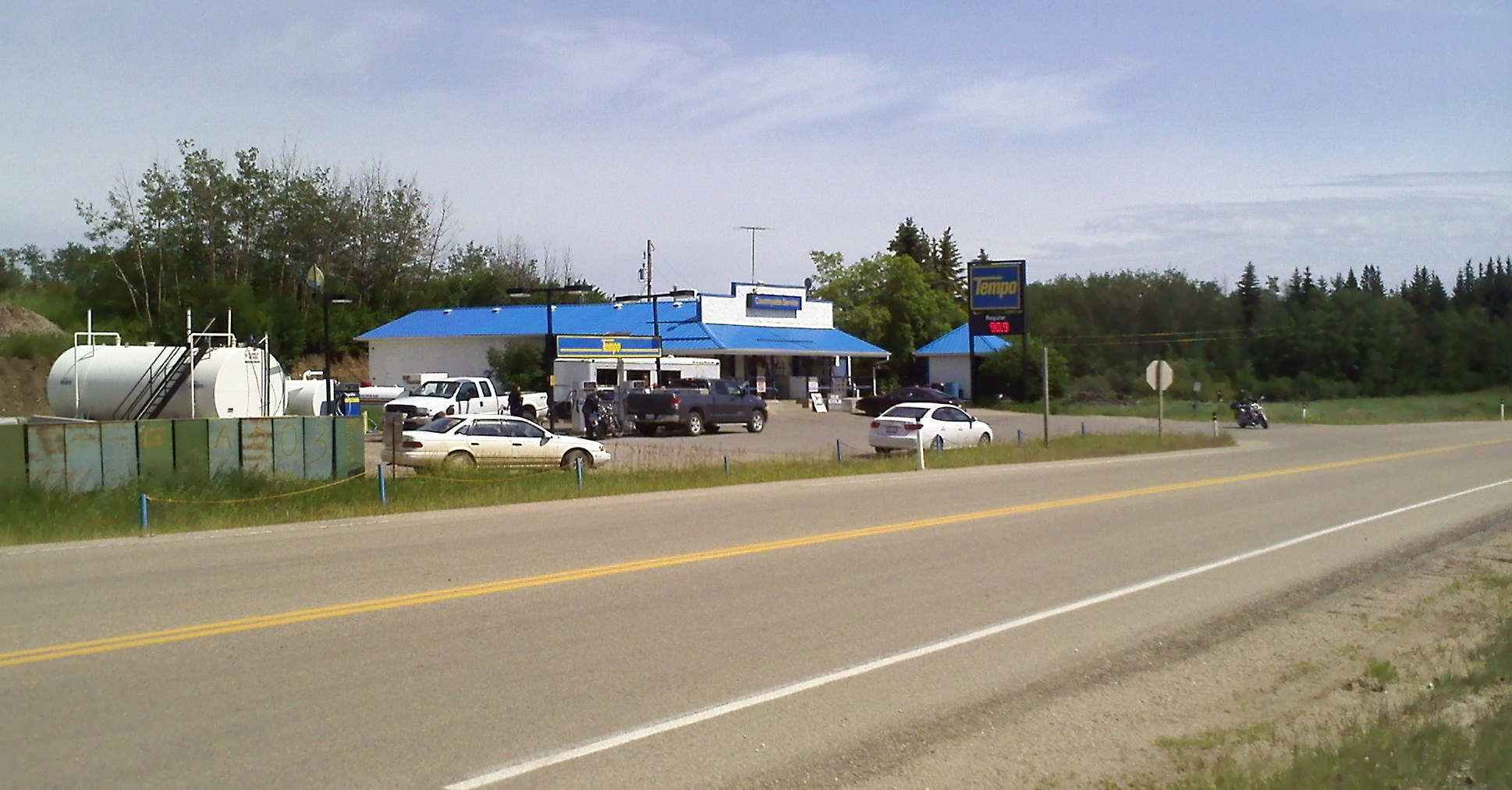
Estación de servicio en Lindbrook.